# الیک‌لی
الیک‌لی (به لاتین: Əlikli یا الک‌لی Ələkli) یک منطقه مسکونی در جمهوری آذربایجان است که در شهرستان شرور واقع شده است. الیک‌لی ۱۲۸۴ نفر جمعیت دارد.